# 真理从井里爬出
真理从井里爬出（法語：La Vérité sortant du puits armée de son martinet pour châtier l'humanité）是法国艺术家让-莱昂·热罗姆的一幅油画，创作于1896年。
从19世纪90年代中期开始，在热罗姆生命的最后十年里，他创作了至少四幅将真理拟人化为裸体女性的画作，要么被扔进井里，要么在井底，要么从井里爬出来。这些意象来源于希腊哲学家德谟克利特的一句格言的翻译，“我们对真理一无所知，因为真理在井里”。 （希腊语： ἐτεῇ δὲ οὐδὲν ἴδμεν: ἐν βυθῷ γὰρ ἡ ἀλήθεια, eteêi dè oudèn ídmen: en buthô gàr hē alḗtheia,“事实上，我们什么都不知道，因为真相在深渊中”）模特的裸体可能是对“赤裸裸的真相”的表达。
1895年，在香榭丽舍大街沙龙，热罗姆展示了一幅画，题为《真理在井里，被骗子和演员杀死》（Mendacibus et histrionibus occisa in puteo jacet alma Veritas），描绘“赤裸裸的真理被虚假杀害，尸体被扔进一口井里，身后有一面镜子，从镜子里射出一道光，照亮了黑暗的深渊。” 在1896年的下一次沙龙上，热罗姆展示了《真理从井里爬出》。
据推测，这两幅画都是对德雷福斯事件的评论， 但艺术史学家伯纳德·蒂利尔则认为，热罗姆对真理和水井的描绘，是他对印象主义不断抨击的一部分。
热罗姆为1902年出版的埃米尔·巴亚德的《审美裸体》（Le Nu Esthétique）写了序言，用真理和井的隐喻，来描述摄影的深刻和不可逆转的影响：
| La photographie est un art. La photographie force les artistes à se dépouiller de la vieille routine et à oublier les vieilles formules. Elle nous a ouvert les yeux et forcé à regarder ce qu'auparavant nous n'avions jamais vu, service considérable et inappréciable qu'elle a rendu à l'Art. C'est grâce à elle que la vérité est enfin sortie de son puits. Elle n'y rentrera plus. | 摄影是一门艺术，它迫使艺术家们摒弃旧的常规，忘记旧的程式。它睁开了我们的眼睛，迫使我们看到我们以前从未见过的东西；她为艺术做出了巨大而宝贵的贡献。多亏了摄影，真相终于从她的井里出来了。她再也回不去了。 |

热罗姆至少保留了其中一幅画。1904年他去世时，“女仆发现他死在工作室旁边的小房间里，倒在伦勃朗肖像前，他自己的画《真理》的脚下—但传记作家查理·莫罗·沃希尔并没有具体说明是哪一幅《真理》。
自1978年以来，《真理从井里爬出》成为法国穆兰的安妮·德·博朱埃博物馆（Musée Anne de Beaujeu）的常设展览的一部分。2012年，画作前往洛杉矶、巴黎和马德里展出后，博物馆举办了《真理在博物馆里》（La vérité est au musée）的展览，收集了热罗姆和其他艺术家就这幅绘画及其主题创作的许多绘画、素描等。针对这幅画神秘意义的多重解读，一位博物馆馆长说：“这是我们的蒙娜丽莎。”

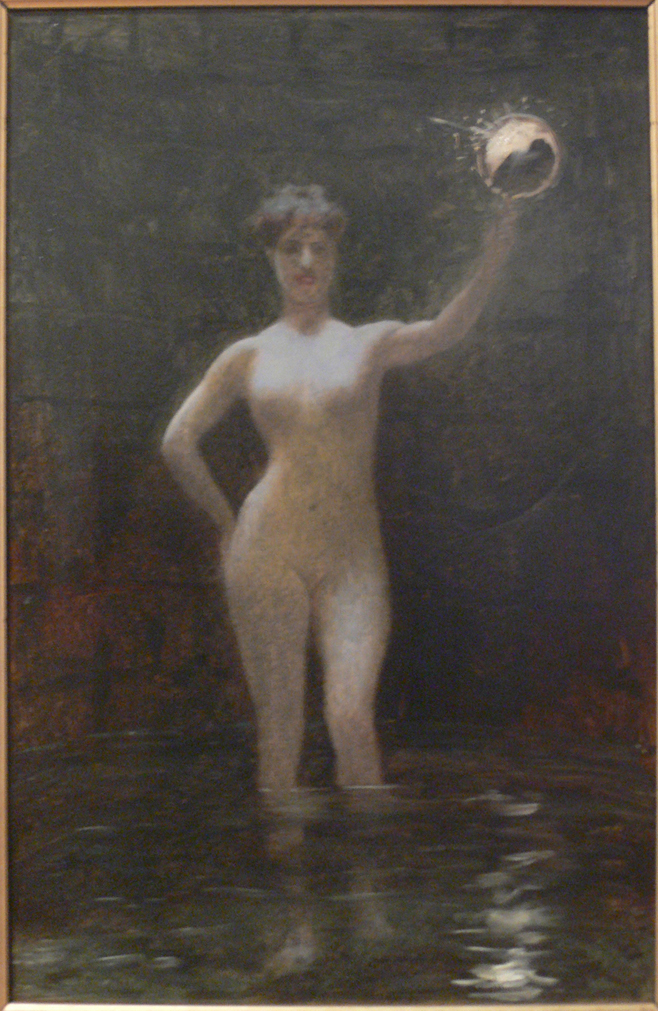
《真理在井底》，1895，热罗姆，沃苏勒乔治·加雷特博物馆
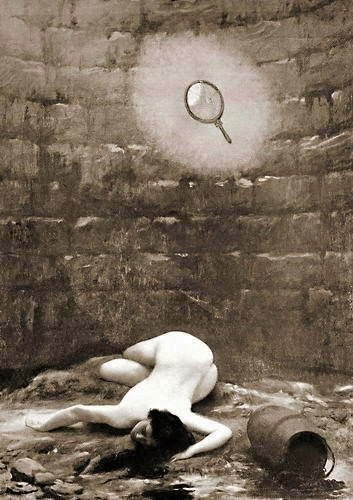
《真理在井里，被骗子和演员杀死》，热罗姆，1895
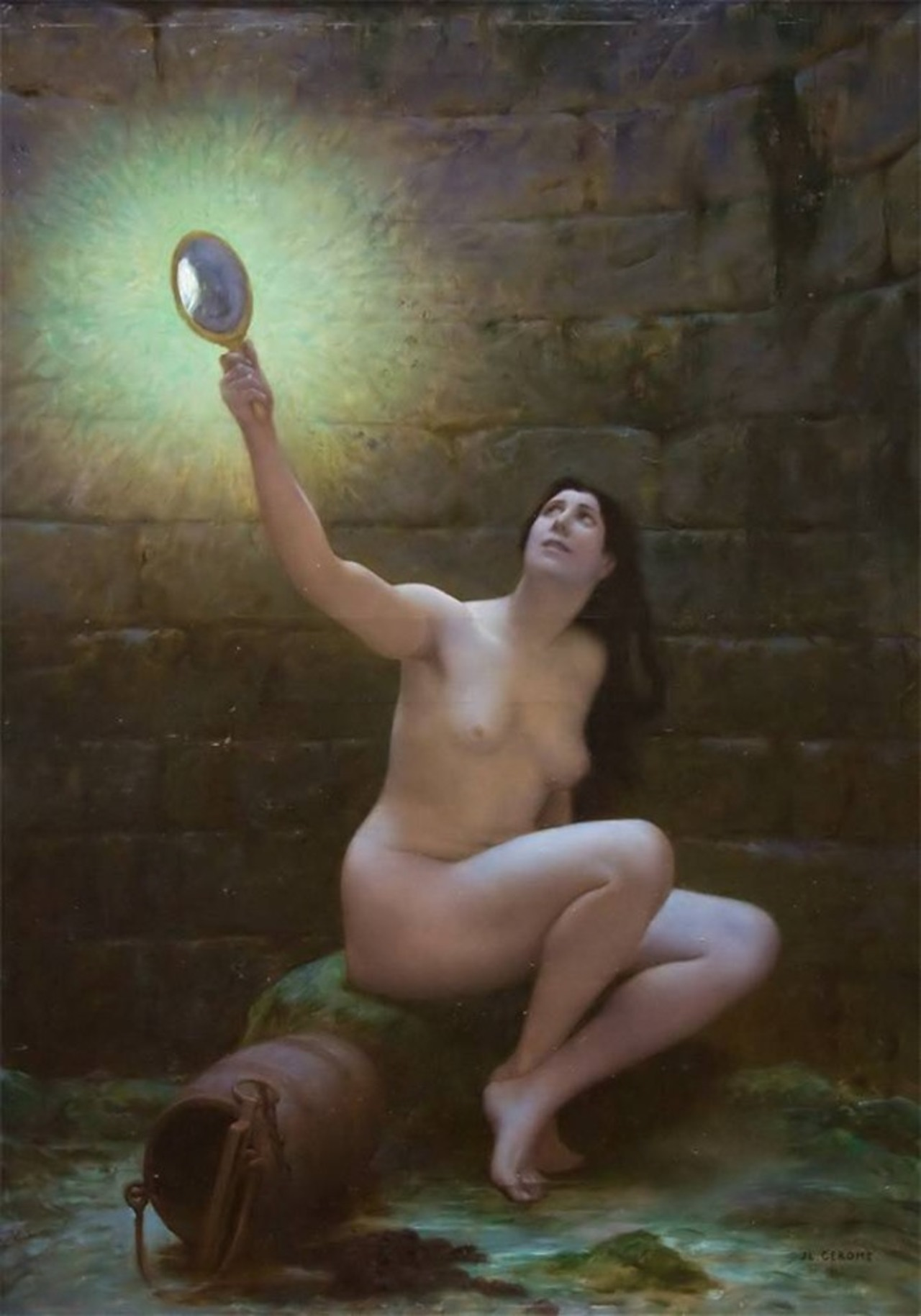
《真理在井底》(1895) 热罗姆，里昂美术馆
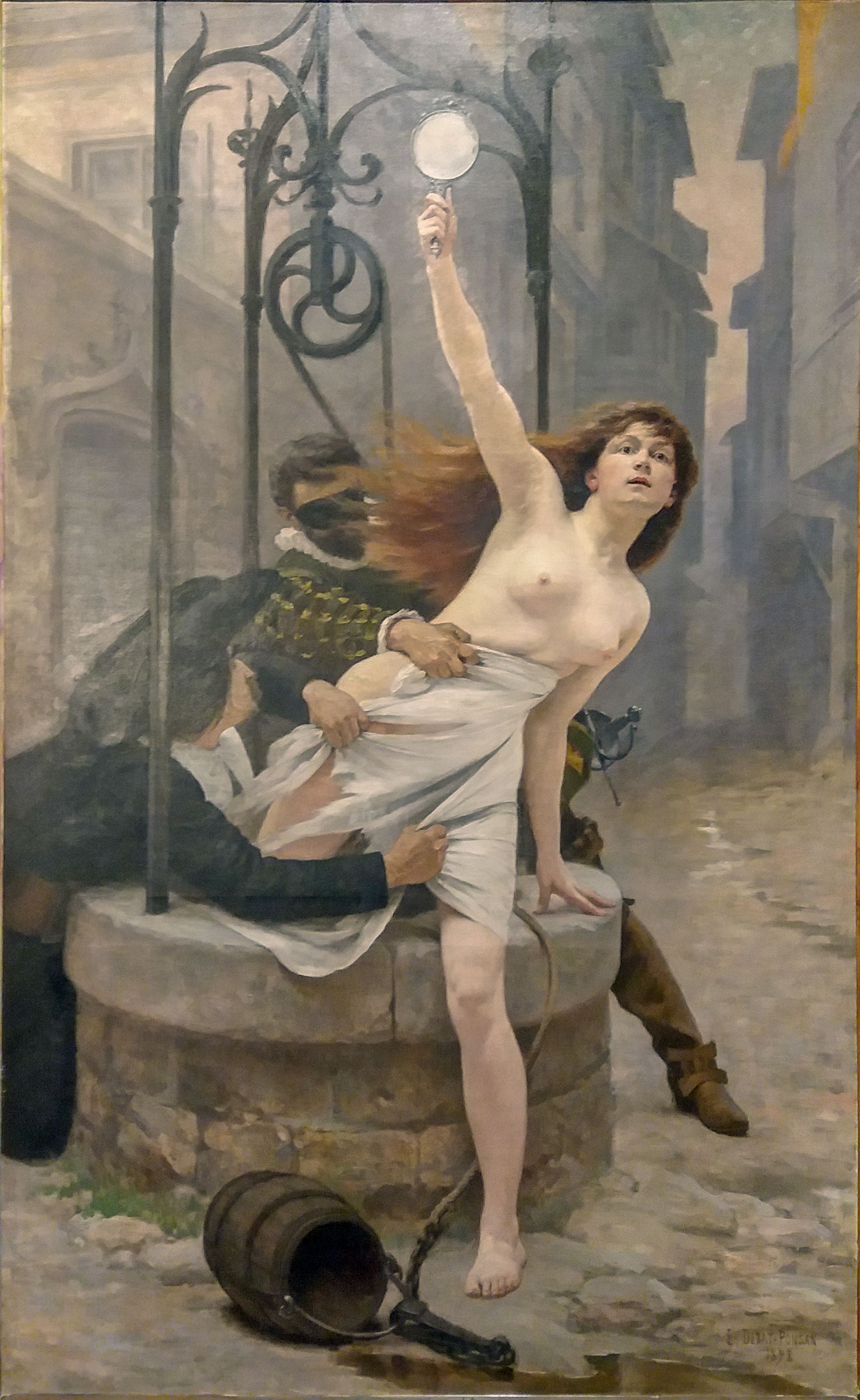
庞桑：《真理从井里出来》，1898，昂布瓦斯市政厅博物馆